# Xysticus sibiricus
Xysticus sibiricus är en spindelart som beskrevs av Kulczynski 1908. Xysticus sibiricus ingår i släktet Xysticus och familjen krabbspindlar. Inga underarter finns listade i Catalogue of Life.